# The First Emperor
The First Emperor (título original en inglés; en español, El primer emperador) es una ópera en dos actos con música de Tan Dun y libreto en inglés de Tan Dun y Ha Jin. Se estrenó en la Metropolitan Opera en el Lincoln Center de la Ciudad de Nueva York el 21 de diciembre de 2006, dirigida por el compositor y con Plácido Domingo en el rol titular. Fue retransmitido en vivo a cientos de cines por todo el mundo el 13 de enero de 2007 como parte del "Met live" en la temporada de ópera.
En las estadísticas de Operabase aparece con tres representaciones en el período 2005-2010.

## Personajes
| Personaje                                | Tesitura                      | Reparto del estreno, 21 de diciembre de 2006 (Director: Tan Dun) |
| ---------------------------------------- | ----------------------------- | ---------------------------------------------------------------- |
| Emperador Qin                            | tenor                         | Plácido Domingo                                                  |
| Princesa Yueyang, hija del emperador Qin | soprano                       | Elizabeth Futral                                                 |
| Gao Jianli, músico                       | tenor lírico                  | Paul Groves                                                      |
| General Wang Bi                          | bajo                          | Hao Jiang Tian                                                   |
| Shaman                                   | mezzosoprano                  | Michelle DeYoung                                                 |
| Jefe Ministro                            | barítono                      | Haijing Fu                                                       |
| Maestro Yin-Yang, geomanta oficial       | cantante de la ópera de Pekín | Wu Hsing-Kuo                                                     |
| Madre de Yueyang                         | mezzosoprano                  | Susanne Mentzer                                                  |
| Soldados, guardias, esclavos, etc.       |                               |                                                                  |